# Гречаный, Зинаида Петровна
Зинаи́да Петро́вна Греча́ный (рум. Zinaida Greceanîi; в части источников также Гречаная; род. 7 февраля 1956, п. Металлист, Томский район, Томская область, РСФСР, СССР) — молдавский политический и государственный деятель. Депутат Парламента Республики Молдова VI—XI созывов с 22 апреля 2009 года.
Председатель фракции Партии социалистов Республики Молдова в Парламенте Республики Молдова X созыва, председатель Партии социалистов Республики Молдова с 2016 по 2020 год. Премьер-министр Республики Молдова (31 марта 2008 — 14 сентября 2009). Председатель парламента Республики Молдова с 8 июня 2019 по 28 апреля 2021 года (исполняющая обязанности с 28 апреля по 23 июля 2021 года).

## Биография
Родилась 7 февраля 1956 года в посёлке Металлист (ныне не существует; находился на территории Богашёвского сельсовета) Томской области. Её родители были высланы в Сибирь в 1945 году из села Котюжаны, попав под определение «неблагонадёжные» после освобождения Молдавии от немецко-румынской группировки войск советской армией.
В 1957 году Гречаные вернулись в родное село. Зинаида окончила Кишинёвский финансово-экономический институт Кишинёвского государственного университета по специальности «экономист». После учёбы с 1974 года по 1991 год работала главным бухгалтером, старшим инспектором, старшим инспектором-ревизором, заведующей бюджетным отделом Бричанского районного финансового управления.
В 1991—1994 годах работала заведующей бюджетным отделом, заместителем начальника Бричанского районного финансово-экономического управления, исполняющей обязанности заместителя председателя Бричанского районного исполнительного комитета, исполняющей обязанности начальника Бричанского районного финансово-экономического управления.
В 1994—1996 годах исполняла обязанности заместителя начальника Главного управления разработки и анализа бюджета, была заведующей отделом местных бюджетов Бюджетного департамента Министерства финансов.
В 1996—2000 годах работала начальницей Главного управления разработки и синтеза бюджета, директором Бюджетного департамента.
В 2000—2001 годах Зинаида Гречаный стала заместителем министра финансов. В 2001—2002 годах она была первым заместителем министра финансов. Указом Президента Республики Молдова 8 февраля 2002 года назначена исполняющей обязанности министра финансов. 26 февраля 2002 года Зинаида Гречаный стала министром финансов. На основании вотума доверия парламента, 19 апреля 2005 года Указом президента Республики Молдова назначена министром финансов. Указом президента 10 октября 2005 года назначена на должность первого вице-премьера. Являлась сопредседателем молдавско-российской межправительственной комиссии по торгово-экономическому сотрудничеству. 21 марта 2008 года Указом Президента Республики Молдова назначена Премьер-министром Республики Молдова.
10 и 24 июля 2005 года Зинаида Гречаный участвовала в выборах генерального примара (мэра) Кишинёва. Она получила 78 018 (50,15 %) и 96 250 (87,78 %) голосов. Эти выборы были признаны несостоявшимися из-за участия менее одной трети избирателей, включённых в избирательные списки.
13 мая 2009 года в ходе пленума ЦК Партии коммунистов Республики Молдова Зинаида Гречаный выбрана основным претендентом на пост президента Республики Молдова. На президентских выборах, состоявшихся 20 мая 2009 года, не смогла набрать необходимое число голосов (60 при необходимых 61), из-за бойкота, объявленного оппозицией.
14 сентября 2009 года ушла в отставку с поста премьер-министра и стала депутатом парламента Республики Молдова.
4 ноября 2011 года покинула фракцию Партии коммунистов Республики Молдова в парламенте вместе с депутатами Игорем Додоном и Вероникой Абрамчук.
Возглавила предвыборный список Партии социалистов Республики Молдова на очередных парламентских выборах 30 ноября 2014 года.
В Парламенте Республики Молдова X созыва возглавляла самую многочисленную фракцию — оппозиционной Партии социалистов Республики Молдова, в которую входят 25 депутатов. Избрана членом Комиссии по экономике, бюджету и финансам.
В 2015 году в очередной раз приняла участие в выборах генерального примара Кишинёва. В первом туре выборов, состоявшемся 14 июня, заняла второе место (35,68 % голосов), уступив действующему примару Дорину Киртоакэ (37,52 % голосов). 28 июня во втором туре выборов вновь не смогла обойти Киртоакэ, набрав 46,46 % против 53,54 % у действующего примара.
18 ноября 2016 года избрана исполняющей обязанности председателя Партии социалистов Республики Молдова. 23 декабря 2016 года избрана председателем Партии социалистов Республики Молдова.
С 8 июня 2019 по 28 апреля 2021 года — Председатель Парламента Республики Молдова. 28 апреля 2021 года, в связи с роспуском парламента, стала исполняющей обязанности председателя до 26 июля 2021 года.
30 декабря 2020 года передала полномочия председателя Партии социалистов Республики Молдова экс-президенту Игорю Додону.

## Первое правительство Гречаный
| Должность                                                                           | Имя                | Партия | Дата назначения | Дата освобождения |
| ----------------------------------------------------------------------------------- | ------------------ | ------ | --------------- | ----------------- |
| Премьер-министр                                                                     | Зинаида Гречаный   | ПКРМ   | 31 марта 2008   | 10 июня 2009      |
| Вице-премьер-министры                                                               |                    |        |                 |                   |
| Первый вице-премьер-министр, Министр экономики и торговли                           | Игорь Додон        | ПКРМ   | 31 марта 2008   | 10 июня 2009      |
| Вице-премьер-министр, Министр иностранных дел и европейской интеграции              | Андрей Стратан     | ПКРМ   | 31 марта 2008   | 10 июня 2009      |
| Вице-премьер-министр по проблемам коррупции и борьбе с миграцией и торговлей людьми | Валентин Межинский | ПКРМ   | 21 октября 2008 | 10 июня 2009      |
| Вице-премьер-министр                                                                | Виктор Степанюк    | ПКРМ   | 31 марта 2008   | 10 июня 2009      |
| Министры                                                                            |                    |        |                 |                   |
| Министр финансов                                                                    | Мариана Дурлештяну | ПКРМ   | 31 марта 2008   | 10 июня 2009      |
| Министр строительства и развития территории                                         | Владимир Балдович  | ПКРМ   | 31 марта 2008   | 10 июня 2009      |
| Министр сельского хозяйства и пищевой промышленности                                | Анатолий Городенко | ПКРМ   | 31 марта 2008   | 10 июня 2009      |
| Министр транспорта и дорожного хозяйства                                            | Василий Урсу       | ПКРМ   | 31 марта 2008   | 24 сентября 2008  |
| Министр экологии и природных ресурсов                                               | Виолета Иванова    | ПКРМ   | 31 марта 2008   | 10 июня 2009      |
| Министр просвещения и молодёжи                                                      | Лариса Шавга       | ПКРМ   | 31 марта 2008   | 10 июня 2009      |
| Министр здравоохранения                                                             | Лариса Катринич    | ПКРМ   | 31 марта 2008   | 10 июня 2009      |
| Министр социальной защиты, семьи и ребёнка                                          | Галина Балмош      | ПКРМ   | 31 марта 2008   | 10 июня 2009      |
| Министр культуры и туризма                                                          | Артур Козма        | ПКРМ   | 31 марта 2008   | 10 июня 2009      |
| Министр местного публичного управления                                              | Валентин Гузнак    | ПКРМ   | 31 марта 2008   | 10 июня 2009      |
| Министр юстиции                                                                     | Виталий Пырлог     | ПКРМ   | 31 марта 2008   | 10 июня 2009      |
| Министр внутренних дел                                                              | Валентин Межинский | ПКРМ   | 31 марта 2008   | 21 октября 2008   |
| Министр внутренних дел                                                              | Георгий Папук      | ПКРМ   | 21 октября 2008 | 10 июня 2009      |
| Министр информационного развития                                                    | Павел Бучацкий     | ПКРМ   | 31 марта 2008   | 10 июня 2009      |
| Министр обороны                                                                     | Виталий Врабье     | ПКРМ   | 31 марта 2008   | 10 июня 2009      |
| Министр реинтеграции                                                                | Василий Шова       | ПКРМ   | 31 марта 2008   | 10 июня 2009      |
| Члены правительства по должности                                                    |                    |        |                 |                   |
| Башкан Гагаузии                                                                     | Михаил Формузал    | ПРМ    | 31 марта 2008   | 10 июня 2009      |
| Президент академии наук                                                             | Георгий Дука       | ДПМ    | 31 марта 2008   | 10 июня 2009      |

## Второе правительство Гречаный
| Должность                                                              | Имя                    | Партия | Дата назначения  | Дата освобождения |
| ---------------------------------------------------------------------- | ---------------------- | ------ | ---------------- | ----------------- |
| Премьер-министр                                                        | Зинаида Гречаный       | ПКРМ   | 10 июня 2009     | 14 сентября 2009  |
| Премьер-министр                                                        | Виталий Пырлог (и. о.) | ПКРМ   | 14 сентября 2009 | 25 сентября 2009  |
| Вице-премьер-министры                                                  |                        |        |                  |                   |
| Первый вице-премьер-министр, Министр экономики и торговли              | Игорь Додон            | ПКРМ   | 10 июня 2009     | 25 сентября 2009  |
| Вице-премьер-министр                                                   | Виктор Степанюк        | ПКРМ   | 10 июня 2009     | 25 сентября 2009  |
| Вице-премьер-министр, Министр иностранных дел и европейской интеграции | Андрей Стратан         | ПКРМ   | 10 июня 2009     | 25 сентября 2009  |
| Вице-премьер-министр                                                   | Юрий Рошка             | ХДНПМ  | 16 июня 2009     | 25 сентября 2009  |
| Министры                                                               |                        |        |                  |                   |
| Министр финансов                                                       | Мариана Дурлештяну     | ПКРМ   | 10 июня 2009     | 25 сентября 2009  |
| Министр строительства и развития территории                            | Владимир Балдович      | ПКРМ   | 10 июня 2009     | 25 сентября 2009  |
| Министр сельского хозяйства и пищевой промышленности                   | Анатолий Городенко     | ПКРМ   | 10 июня 2009     | 25 сентября 2009  |
| Министр экологии и природных ресурсов                                  | Виолета Иванова        | ПКРМ   | 10 июня 2009     | 25 сентября 2009  |
| Министр просвещения и молодёжи                                         | Лариса Шавга           | ПКРМ   | 10 июня 2009     | 25 сентября 2009  |
| Министр здравоохранения                                                | Лариса Катринич        | ПКРМ   | 10 июня 2009     | 25 сентября 2009  |
| Министр социальной защиты, семьи и ребёнка                             | Галина Балмош          | ПКРМ   | 10 июня 2009     | 25 сентября 2009  |
| Министр культуры и туризма                                             | Михаил Барбулат        | ПКРМ   | 10 июня 2009     | 25 сентября 2009  |
| Министр местного публичного управления                                 | Яков Тимчук            | ПКРМ   | 10 июня 2009     | 25 сентября 2009  |
| Министр юстиции                                                        | Виталий Пырлог         | ПКРМ   | 10 июня 2009     | 25 сентября 2009  |
| Министр внутренних дел                                                 | Георгий Папук          | ПКРМ   | 10 июня 2009     | 25 сентября 2009  |
| Министр информационного развития                                       | Павел Бучацкий         | ПКРМ   | 10 июня 2009     | 25 сентября 2009  |
| Министр обороны                                                        | Виталий Врабье         | ПКРМ   | 10 июня 2009     | 25 сентября 2009  |
| Министр реинтеграции                                                   | Василий Шова           | ПКРМ   | 10 июня 2009     | 25 сентября 2009  |
| Члены правительства по должности                                       |                        |        |                  |                   |
| Башкан Гагаузии                                                        | Михаил Формузал        | ПРМ    | 10 июня 2009     | 25 сентября 2009  |
| Президент академии наук                                                | Георгий Дука           | ДПМ    | 10 июня 2009     | 25 сентября 2009  |

## Семья
Замужем, супруги имеют двух детей.
Супруг — Алексей Гречаный — предприниматель.
Сын Евгений — предприниматель. Супруга — Наталья.
Дочь Оксана — экс-министр-советник по экономическим вопросам в посольстве Молдавии в России и экс-полномочный представитель правительства Молдавии в Евразийской экономической комиссии.

## Награды
- Орден Республики (7 февраля 2006 года) — в знак признания особых заслуг в совершенствовании финансово-экономической системы, за долголетний плодотворный труд в центральных органах публичного управления и активную организаторскую и общественную деятельность[12].
- Орден Почёта (25 марта 2003 года) — за личный вклад в реализацию государственной социальной политики, оказание финансово-материальной помощи социальным учреждениям и постоянную поддержку гуманитарных акций[13].
- Медаль «За укрепление парламентского сотрудничества» (12 апреля 2018 года, Межпарламентская ассамблея СНГ) — за особый вклад в развитие парламентаризма, укрепление демократии, обеспечение прав и свобод граждан в государствах — участниках Содружества Независимых Государств[14].
- Медаль «МПА СНГ. 25 лет» (27 марта 2017 года, Межпарламентская ассамблея СНГ) — за заслуги в деле развития и укрепления парламентаризма, за вклад в развитие и совершенствование правовых основ функционирования Содружества Независимых Государств, укрепление международных связей и межпарламентского сотрудничества[15].
- Почётная грамота Совета МПА СНГ (13 октября 2017 года, Межпарламентская ассамблея СНГ) — за активное участие в деятельности Межпарламентской Ассамблеи и её органов, вклад в укрепление дружбы между народами государств — участников Содружества Независимых Государств[16].